# Gårdarike IBK
Gårdarike IBK är en innebandyklubb belägen i Vellinge tätort. Klubben bildades oktober 1992 av ett kompisgäng bestående av ett 15-tal grabbar i 16-18 års ålder. Namnet Gårdarike IBK kommer från det faktum att merparten av de dåvarande medlemmarna bodde på området Södervång 2 i Vellinge, även känt som Gårdariket.
Säsongen 1994/1995, i samband med att föreningen anslöts till Svenska Innebandyförbundet, startades de två första ungdomslagen. Totalt hade föreningen tre lag vid denna tidpunkt, ett seniorlag och två pojklag.
2011 vann Gårdarikes pojklag födda 1996 SM i Falun.